# Wavelet

Typisch golfpakket

Een wavelet of golfpakket is een golfvormige trilling met een amplitude die begint op nul, daarna toeneemt, en vervolgens weer afneemt tot nul. Een wavelet kan doorgaans worden gevisualiseerd als een kortdurende trilling, zoals de trilling die wordt opgenomen door een seismograaf of een hartslagmonitor. In het algemeen worden wavelets doelbewust geconstrueerd met het oog op specifieke eigenschappen die ze geschikt maken voor toepassing bij de signaalverwerking. Wavelets kunnen gebruikt worden voor convolutie met onbekende signalen om zo specifieke informatie te onttrekken aan dit onbekende signaal. De convolutie berekent in welke mate het onbekende signaal op elk moment met de wavelet overeenkomt. 
De gemiddelde waarde van een golfpakket is nul. 
Een wavelet kan bijvoorbeeld gecreëerd worden met dezelfde frequentie als de C noot en een korte tijdsduur die ongeveer gelijk is aan de duur van een 32e noot. Als je dan de convolutie zou berekenen van deze wavelet met het signaal gecreëerd door de opname van een lied, dan zou het resulterende signaal gebruikt kunnen worden om te bepalen wanneer er overal in het lied een C gespeeld werd. Wiskundig gezien zal de wavelet correleren met het onbekende signaal als dat signaal informatie bevat van een gelijkaardige frequentie. Het is deze correlatie die aan de basis ligt van de vele praktische toepassingen van de wavelettheorie.
Wavelets worden vaak gebruikt als wiskundig hulpmiddel om informatie te onttrekken uit verschillende soorten data, waarvan de populairste geluidssignalen en afbeeldingen zijn. Om data volledig te kunnen analyseren is er meestal een hele verzameling van verschillende wavelets nodig. Een verzameling van complementaire wavelets kan data volledig ontleden zonder ontbrekende of overlappende delen, zodat deze ontleding wiskundig inverteerbaar is. Het spreekt dus voor zich dat zulke verzamelingen van complementaire wavelets erg nuttig zijn voor datacompressie en -decompressie algoritmen, waar het meestal de bedoeling is om de originele informatie te kunnen reconstrueren met een minimum aan verlies.
Een dergelijke voorstelling van een waveletreeks is een kwadratisch integreerbare functie ten opzichte van een complete, orthonormale verzameling van basisfuncties, of van een overcomplete verzameling of frame van een vectorruimte, voor de hilbertruimte van kwadratisch integreerbare functies.

## Websites
- J van de Brand. Beschrijving van een golfpakket, 25 september 2004.